# Pseudobunaea pallens
Pseudobunaea pallens is een vlinder uit de familie van de nachtpauwogen (Saturniidae). De wetenschappelijke naam van de soort is, als Bunaea pallens, voor het eerst geldig gepubliceerd in 1899 door Léon Sonthonnax.